# Mer Hayrenik
Mer Hayrenik ("Domovino Naša") je nacionalna himna Armenije. Usvojena je 1. srpnja 1991. Zasnovana je na himni Demokratske Republike Armenije (1918. – 1920.), ali danas sadrži i nove stihove.